# People Get Ready
| Оценки критиков | Оценки критиков |
| Источник        | Оценка          |
| --------------- | --------------- |
| AllMusic        | Без оценки      |

«People Get Ready» — песня, которую в 1965 году выпустила как сингл группа The Impressions. Песня также вошла в одноимённый альбом группы.
В 2004 году журнал Rolling Stone поместил песню «People Get Ready» в исполнении группы The Impressions на 24 место своего списка «500 величайших песен всех времён». В списке 2011 года песня также находится на 24 месте.
Кроме того, песня «People Get Ready» в исполнении группы Impressions входит в составленный Залом славы рок-н-ролла список 500 Songs That Shaped Rock and Roll.

## Кавер-версии
Песня перепевалась другими артистами и записывалась много раз.
В 1977 году Боб Марли включил свою интерпретацию песни «People Get Ready» в композицию «One Love» (которая теперь, во времена законов по защите авторских прав, известна под титулом «One Love / People Get Ready»).
Среди записывавших эту песню также Боб Дилан (в 1967 и 1989 гг.), Джефф Бек с Родом Стюартом (1985), канадская кантри-певица Мишель Райт (1997), группа The Chambers Brothers (1967), группа Vanilla Fudge (1967), Петула Кларк (1970), Арета Франклин (1968), Джордж Бенсон (1969) и Сонни Терри c Брауни Макги (1973), группа Human Nature (1997), акапельная группа из ЮАР Ladysmith Black Mambazo (1997) и другие.